# Amen (пісня Вінсента Буено)
«Amen» («Амінь») — пісня австрійського співака Вінсента Буено для Євробачення 2021 року в Роттердамі, Нідерланди.

## Пісенний конкурс Євробачення

### Внутрішній відбір
26 березня 2020 року ORF підтвердив, що Вінсент Буено представлятиме Австрію на конкурсі 2021 року.

### На Євробаченні
65-й конкурс Євробачення відбудеться у Роттердамі, Нідерланди, і складатиметься з двох півфіналів 18 травня та 20 травня 2021 року та фіналу 22 травня 2021 року Згідно з правилами Євробачення, всі країни-учасниці, крім країни-господарки та країн Великої п'ятірки, що складається з Франції, Італії, Іспанії, Німеччини та Великої Британії, повинні кваліфікуватися з півфіналів, аби виступити у фіналі (10 країн з кожного півфіналу). 17 листопада 2020 року оголосили, що Австрія виступить у першій половині другого півфіналу конкурсу.